# Люботин
Люботи́н — місто у Харківському районі Харківської області, центр Люботинської міської громади розташоване поблизу автомагістралі E40 (Харків — Київ) та E105, за 24 км на захід від Харкова, займає площу 3066,7 га.
Загальна чисельність мешканців населених пунктів колишньої Люботинської міськради — 24 682 особи. 21 907 мешканців станом на 2025 рік.
У місті працює 205 підприємств, організацій і установ, 176 торговельних об'єктів, відділ поліції, міський суд, 1 ліцей, 2 гімназії, 6 шкіл, 6 закладів дошкільної освіти, інклюзивно-ресурсний центр, міжшкільний ресурсний центр, будинок культури, будинок дитячої і юнацької творчості, дитячо-юнацька спортивна школа, залізничний ліцей, технічна школа, музична школа, стадіон «Олімпієць».

## Географія
Місто Люботин розташоване на річках Люботинка і Мерефа в західній частині Харківської області. Поверхня хвиляста, з численними ярками та балками. Перепад висот до 75 метрів. Середня температура січня −7,2 °C, липня +20,7 °C. Опадів 522 мм в рік. У межах Люботинської міської ради налічується 30 ставків, біля них місця відпочинку. Через місто проходить кордон водорозділу Дніпро — Дон. Клімат середньо-континентальний.
Поруч проходять автомобільні дороги М03 і М29. Через місто проходять кілька залізничних гілок. Головний вокзал міста — Станція Люботин.

## Історія

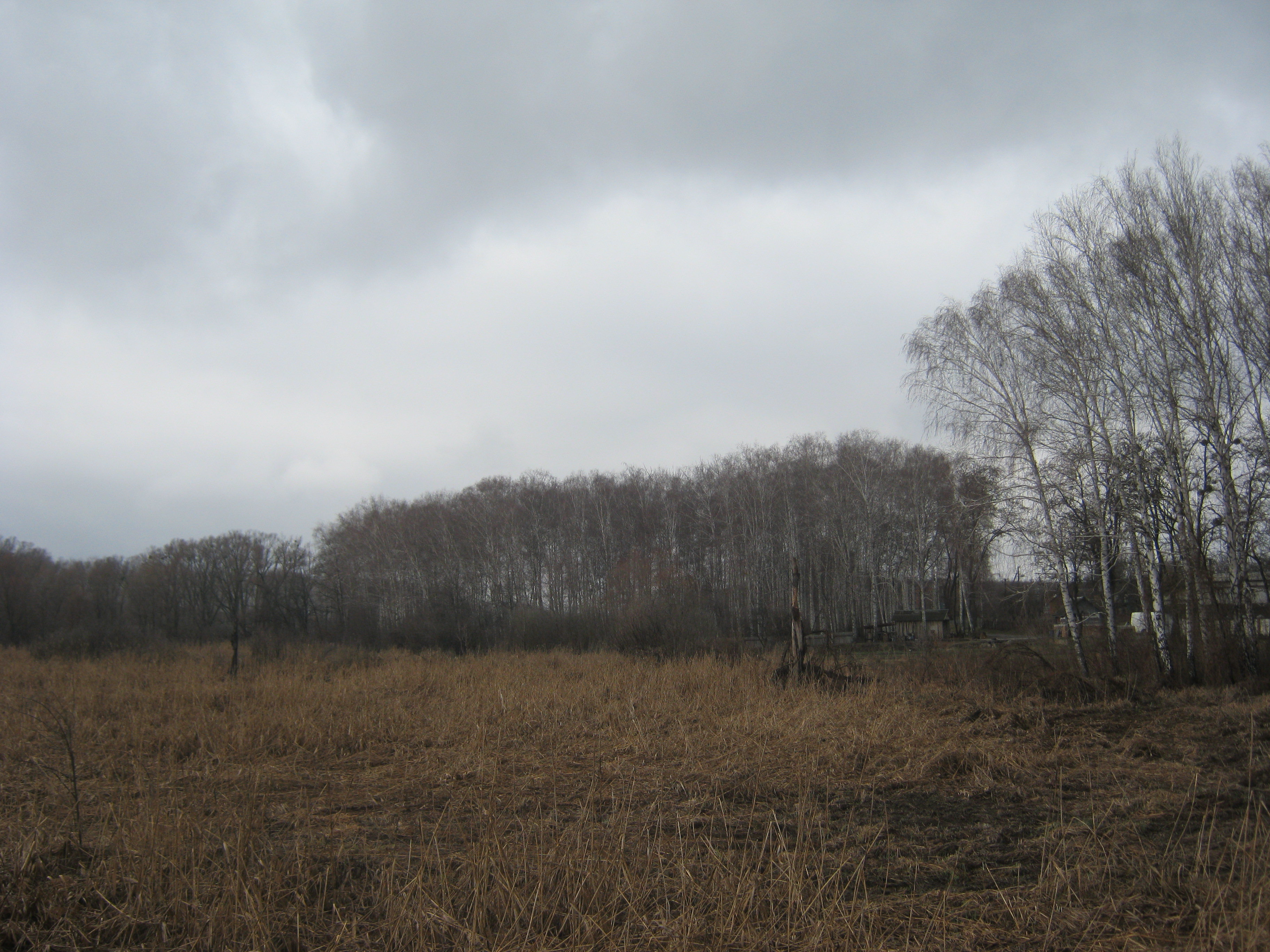
Поселення доби бронзи

Поселення на території міста відомі з давніх-давен. У 2017 році тут розкопали один із найстаріших курганів у басейні річки Сіверський Донець. Біля міста знаходиться Люботинське городище скіфського часу.
У середині 50-х рр. XVII століття козаками-втікачами з Правобережної України на річці Люботинці була заснована слобода Люботин, що згодом перетворилась в сотенне містечко Харківського козацького полку.
За даними на 1864 рік у казенній слободі, центрі Люботинської волості Валківського повіту, мешкало 2711 осіб (1298 чоловічої статі та 1413 — жіночої), налічувалось 619 дворових господарств, існували православна церква, училище, етапне приміщення, відбувалось 2 щорічних ярмарки та базари.
Станом на 1885 рік у власницький і колишній державній слободі, центрі Люботинської волості, мешкало 2507 осіб, налічувалось 505 дворових господарств, існували православна церква, школа, 3 постоялих двори, 6 лавок, відбувались базари й 2 ярмарки на рік. За 6 верст — За 4 версти — купальня мінеральних вод. За 5 верст — залізнична станція.
За переписом 1897 року кількість мешканців зросла до 3269 осіб (1639 чоловічої статі та 1630 — жіночої), з яких 3269 — православної віри.
У грудні 1905 року під час першої революції, у зв'язку з озброєним повстанням в Люботині, була проголошена незалежна робоча Люботинська республіка, яка проіснувала дев'ять днів і була розігнана царською владою.

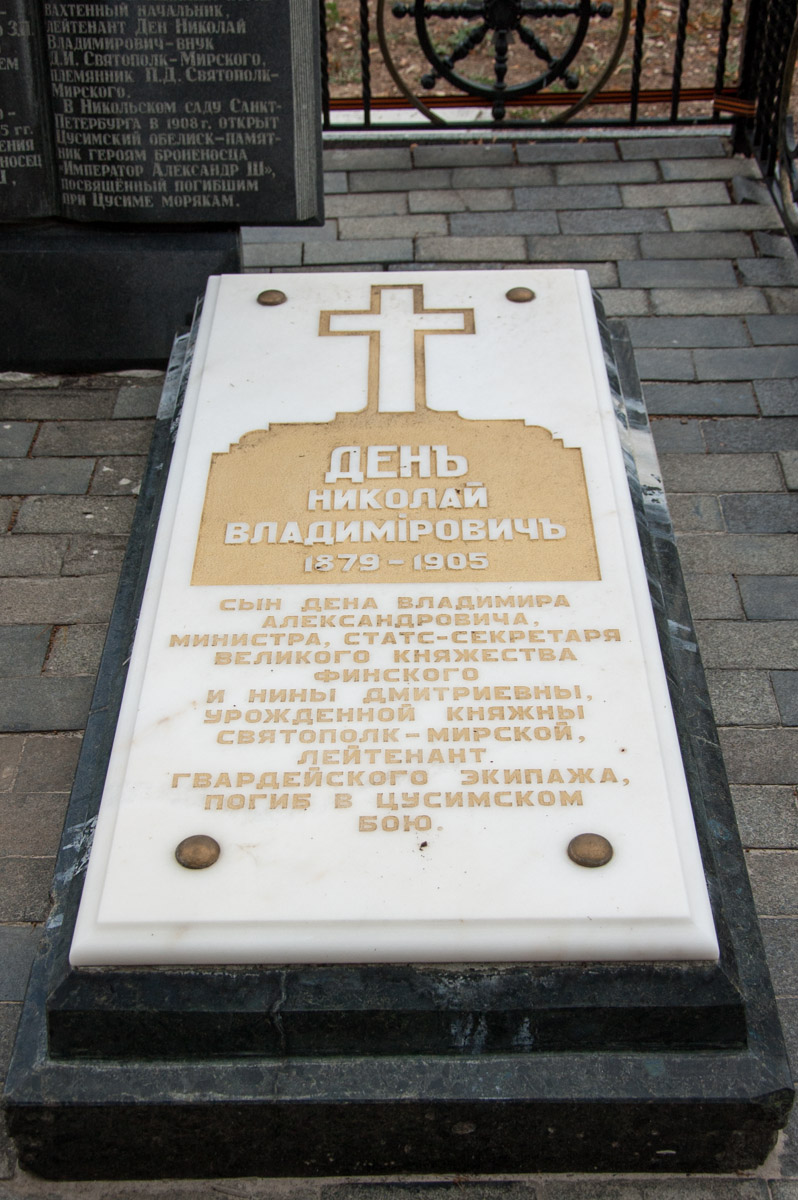
Могила учасника російсько-японської війни М. В. Дена

Історія міста тісно пов'язана з початим у 1871 році будівництвом залізничної станції, через яку сьогодні ходять поїзди у чотирьох напрямках — Харків, Мерефа, Суми, Полтава та створюванням на базі станції великого залізничного вузла з ремонтною базою.
Станом на 1914 рік кількість мешканців зросла до 4883 осіб.
У 1938 році Люботин отримав статус міста.

### Друга світова війна
У ході Курської наступальної операції 23 серпня 1943 року було звільнено Харків.
Наприкінці серпня — на початку вересня 1943 року великі жорстокі бої довелося вести Степовому фронту. Німецьке командування, боячись оточення свого військового угрупування на Донбасі, перекинуло проти наступаючих радянських військ ряд дивізій з інших напрямків. У ході запеклих боїв німці створили захисні рубежі по берегах річок Мерефа, Уди, Мжа, Ворскла. Вони перетворили у сильні вузли опору Люботин, Валки, Красноград, Мерефу та інші населені пункти.
Долаючи жорстокий опір ворога, відбиваючи численні контратаки німецьких військ, частини 84-ї Харківської стрілецької дивізії 26 серпня 1943 р. підійшли до околиць Люботина. Бої за місто тривали три дні. 29 серпня 1943 р. війська 53-ї армії повністю звільнили місто від ворога.
У звільненні Люботина брали участь воїни 382-го стрілецького полку 84-ї Харківської стрілецької дивізії. На підступах до Люботина полк потрапив в оточення. Командир полку та начальник штабу опинились за межами полку. Командування взяв на себе командир третього батальйону Орлов Костянтин Олексійович. Він уміло розташував підрозділи полку, зосередивши головні сили у напрямку Водяного. У жорстокій битві з ворогом полку вдалося вийти з оточення та зайняти Водяне.
У боях за звільнення міста брали участь бійці та командири 252 Харківсько-Братиславської Червонопрапорної орденів Суворова та Богдана Хмельницького, 84-й Червонопрапорний Харківський, 28-а гвардійська Харківська, 116 Харківська стрілецька дивізія.
За відвагу та стійкість, виявлені в боротьбі із загарбниками, 2041 люботинця нагороджено бойовими орденами та медалями, а льотчикам Миколі Федоровичу Денчику, Юрію Яковичу Чепизі, артилеристу Павлу Івановичу Булавці присвоєно звання Героя Радянського Союзу.
У роки Другої світової війни загинуло 495 жителів Люботина. Їх імена є на меморіальних дошках (приміщення Люботинської СШ № 4 і приміщення колишньої Гиївської школи), на дев'яти пам'ятниках і братських могилах. Герою Радянського Союзу І. П. Абдулову у центрі Люботина встановлено пам'ятний обеліск. 1985 року при вході до Люботинської СШ № 1 споруджено обеліск колишнім випускникам, які загинули на фронті.

## Адміністративний склад
Люботин складається з історичних районів — селища Караван, хутора Смородський, Ведмежого хутора, селищ Коваленки, Любівка, Водяне, Гиївка, Старий Люботин.

## Сучасність

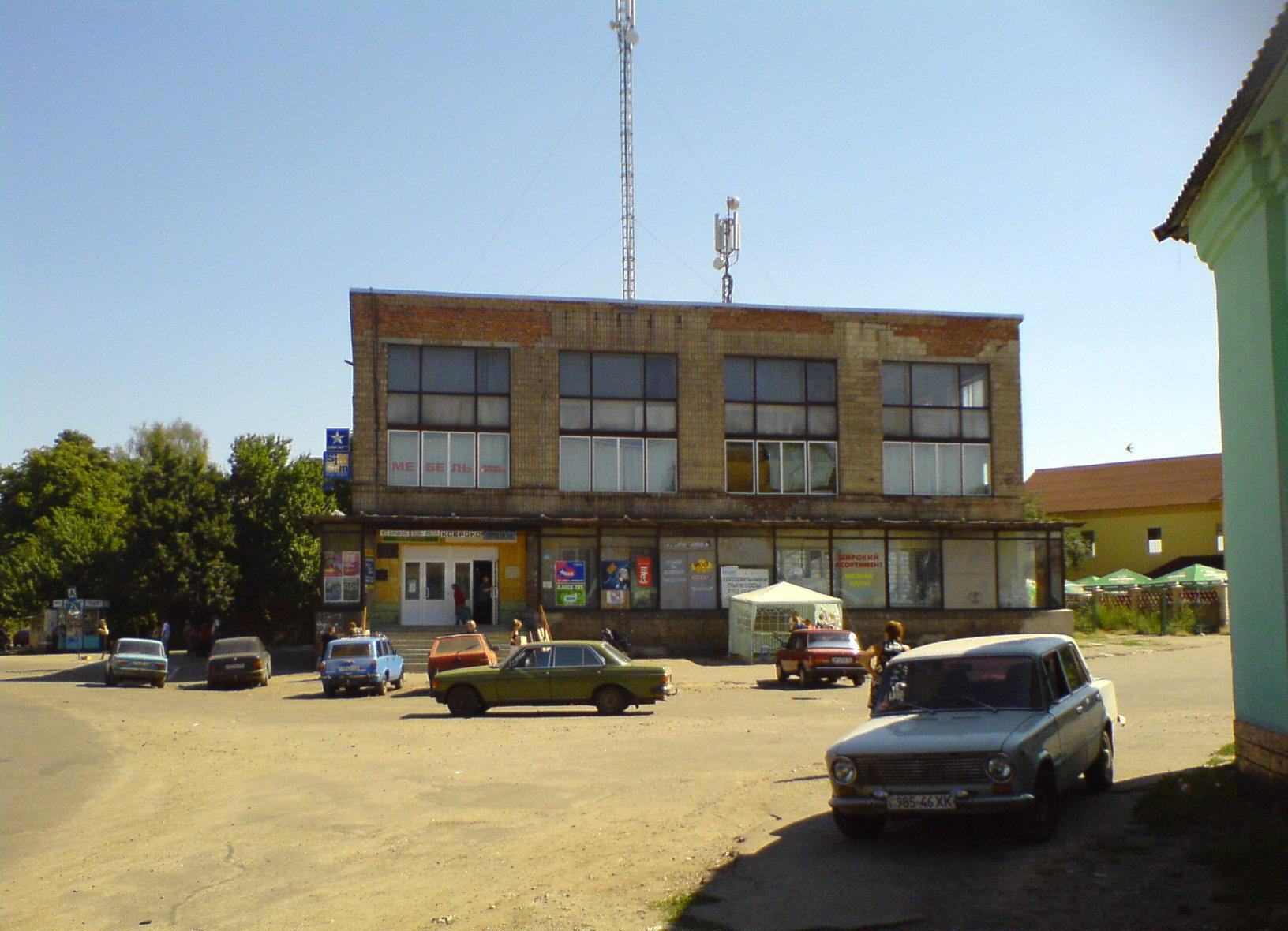
Універмаг у Люботині

У 1993 році Люботин отримав статус міста обласного значення. Люботин є великим залізничним вузлом, від якого ходять поїзди у чотирьох напрямках.
Земельні ресурси міста становлять 3113 га, з них: 6,5 га — землі, зайняті промисловими підприємствами, 1396 га — під забудовою.
Центральна площа у Люботині — площа Соборна. Центральний парк, поруч з яким старий княжий парк початку 19 століття в англійському стилі. В парку є багато розважальних закладів, а також збудований 2006 року меморіал пам'яті загиблих у Другій світовій війні. Гордість міста — найдовший у Європі критий пішохідний залізничний міст, загальною довжиною 260 метрів. У місті є три православних церкви — на Старому Люботині(початку 19 сторіччя), у Гиївці (початку 19 сторіччя), у центрі міста (початку 20 сторіччя).
У Любовському лісопарку є галявина Партизанка. Ця галявина відома як улюблене місце відпочинку люботинців, що живуть поблизу, а ще тим, що під час Німецько-радянської війни тут було вбито німцями 48 радянських воїнів.
В листопаді 2004 року заснована парафія Архістратига Михаїла (УГКЦ).

### Російсько-українська війна

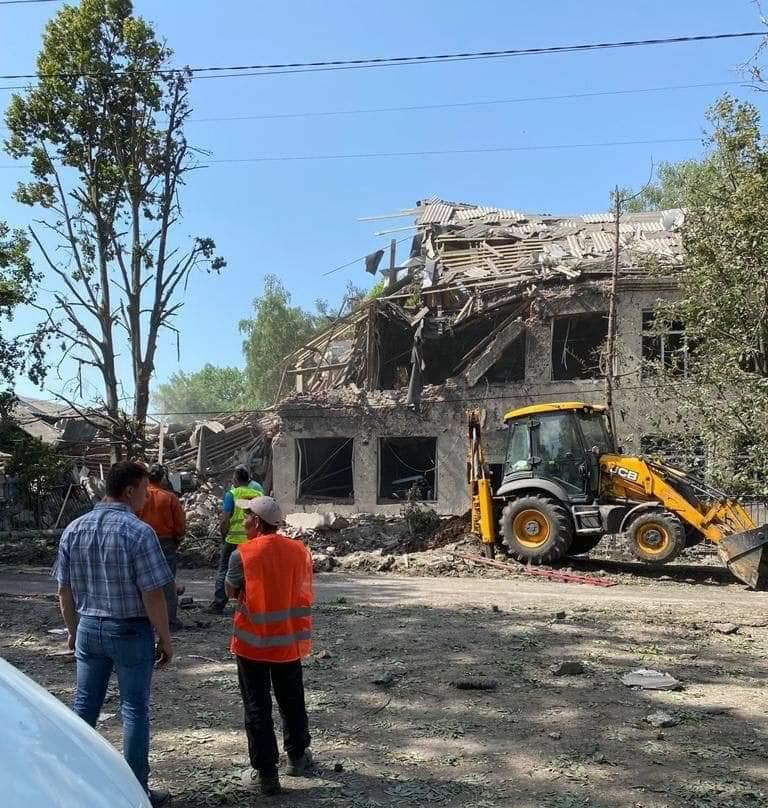
Ліцей залізничного транспорту після обстрілу 19 червня 2022

19 червня 2022 року близько 23:30 військовослужбовці країни-агресора здійснили ракетний обстріл Люботина. Внаслідок двох вибухів пошкоджено ліцей залізничного транспорту, де знаходився центр із видачі гуманітарної допомоги. Ударною хвилею та уламками пошкоджено низку приватних будинків.
23 травня 2023 року близько 14:00 росіяни вдарили двома ракетами по центральній частині міста - пошкоджено парк, автомобілі, магазини і об'єкти транспортної інфраструктури. Зокрема постраждав пішохідний залізничний міст.

## Населення

### Національний склад
Національний склад населення за даними перепису 2001 року:
| Національність  | Відсоток |
| --------------- | -------- |
| українці        | 89,65%   |
| росіяни         | 8,40%    |
| білоруси        | 0,30%    |
| вірмени         | 0,17%    |
| інші/не вказали | 1,48%    |

### Мова
Розподіл населення за рідною мовою за даними перепису 2001 року:
| Мова            | Кількість | Відсоток |
| --------------- | --------- | -------- |
| українська      | 20495     | 85.29%   |
| російська       | 3203      | 13.33%   |
| білоруська      | 22        | 0.09%    |
| вірменська      | 19        | 0.08%    |
| румунська       | 4         | 0.01%    |
| інші/не вказали | 288       | 1.20%    |
| Усього          | 24031     | 100%     |

## Культура
У місті працює Люботинський міський краєзнавчий музей та Музей революційної і трудової слави моторвагонного депо Люботин. Функціонує Будинок культури.

### Бібліотеки
У місті Люботин існує 7 бібліотек, які входять до Люботинської Централізованої бібліотечної системи, що створено 1993 року:
- Люботинська центральна бібліотека
- Люботинська центральна дитяча бібліотека
- Старо-Люботинська бібліотека
- Гиївська бібліотека
- Водянська бібліотека
- Коваленківська бібліотека (с. Коваленки)
- Караванська бібліотека філія (с. Караван)

Книжковий фонд Люботинської ЦБС налічує 109843 примірники.

## Транспортне сполучення
Місто Люботин — велика вузлова станція. Загалом на території міста розташовано 7 залізничних зупинок. З них: 2 станції — Люботин, Травневий, 3 платформи — Водяне, Любівка, Гиївка, 1 зупинний пункт — Караванна і 1 роз'їзд — 10 км (колишній роз'їзд Комунар). За межами міста, у селищі Барчани, розташована станція Люботин-Західний (колишня станція Раднаркомівська). Проїхати до міста Люботин можна з Харкова із залізничних вокзалів Харків-Пасажирський (станція метро Південний вокзал), Харків-Балашовський (станція метро Завод імені Малишева) і Харків-Левада (станція метро Проспект Гагаріна), а також автобусом від станції метро Холодна Гора (вартість проїзду 50,0 грн — до кінця маршруту). Поїздка з Харкова на таксі обійдеться в 200—350 гривень. Також потрапити до міста можна з траси Харків — Київ.

## Спорт
У місті базується ФК «Люботин», який представляє місто у чемпіонаті Харківської області. Команда заснована у 2009 році та виступає на стадіоні «Олімпієць» (колишня назва Локомотив), який вміщує 1300 глядачів.
Щорічно проводиться футбольна «Ліга Дербі».

## Пам'ятки

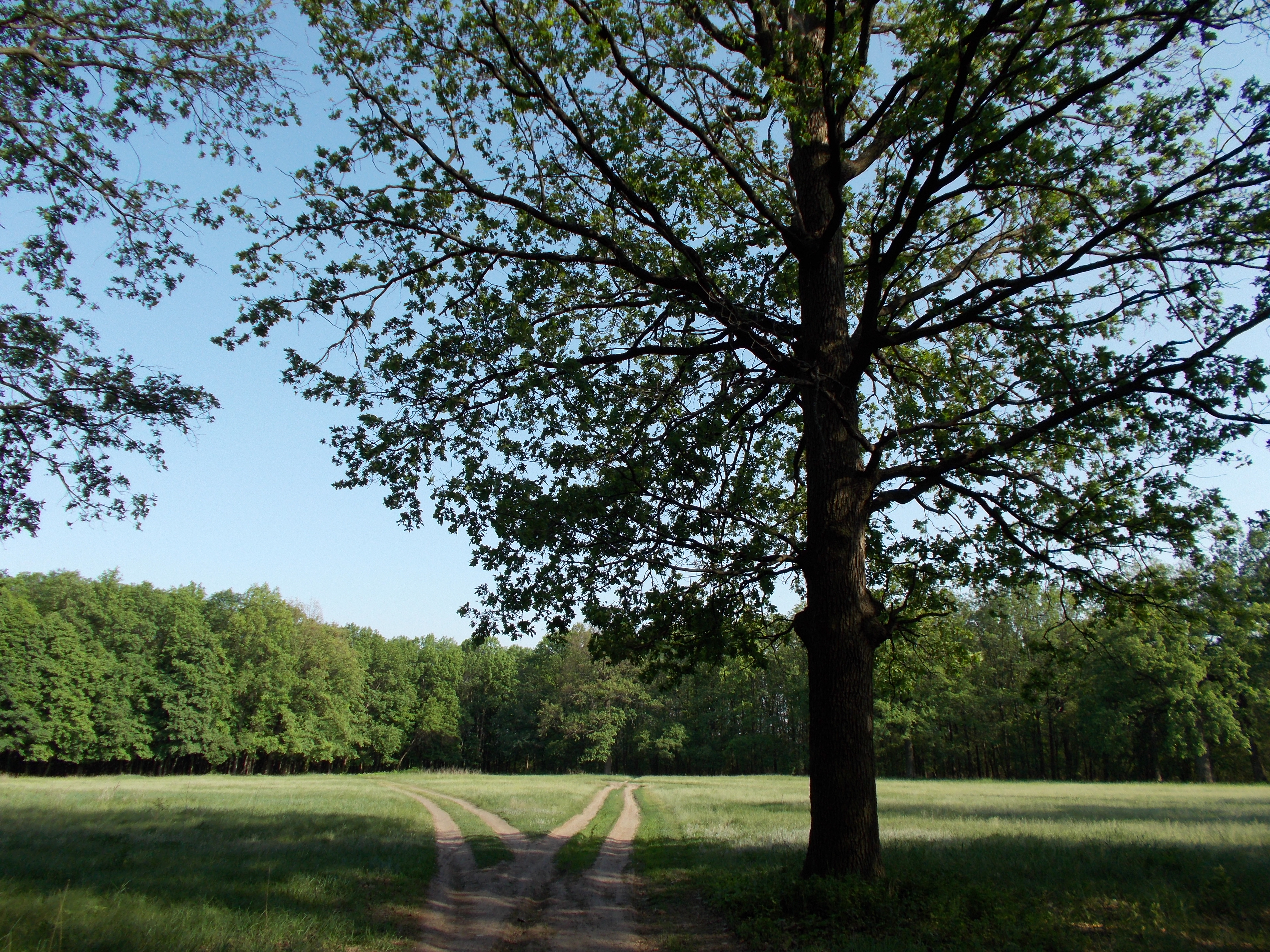
Парк князя Святополка-Мирського

- Центральна площа в Люботині — площа Соборна. Недалеко від будівлі залізничного вокзалу розташований Центральний парк. У парку знаходиться безліч розважальних закладів, а також побудований в 2006 році меморіал пам'яті загиблих у Другій Світовій війні.
- Одна з пам'яток міста — залізничний міст, довжиною 260 метрів, що є найдовшим критим пішохідним мостом у Європі.
- Садиба Порай-Кошиць на Перекошці (19 століття, сам район названий так на їх честь) — в роки СРСР будинок пристарілих, з 1990-х занедбана, частково зруйнована.
- У місті три православні церкви: в Старому Люботині (початок XIX століття — 1811), Свято-Миколаївська церква в Гиївці (початок XIX століття — 1820) та Миколи Мірлікійського недалеко від залізничного вокзалу (середина ХХ ст., повністю зруйнований у наслідок пожежі 19 квітня 2019 року. У 2020 році розпочато роботи по будівництву нового храму на місці зруйнованого).
- Після реконструкції на базі стадіону «Локомотив» на День міста 5 вересня 2009 відкрито стадіон «Олімпієць».
- Палац князів Святополк-Мирських у Люботині.

## Міста-побратими
- Шомон, Франція (2025)[18]

## Особистості

### Народилися
- Микола Кравченко — український націоналіст, ветеран, активіст Національного Корпусу, письменик. Загинув у російсько-українській війні[19].

- Федір Балавенський — український скульптор.
- Михайло Бєлоярцев — дворянин, земський лікар, заслужений лікар УРСР.
- Остап Бутенко — незрячий кобзар, проживав у місті.
- Ворожбіян Михайло Іванович (* 1953) — український науковець у хімічної інженерії, цивільної безпеки. Доктор технічних наук, професор. Академік АН вищої школи України.
- Павло Гіренко — будівельник, Герой Соціалістичної Праці.
- Олександр Загудаєв — старший сержант Збройних сил України, учасник війни на сході України, загинув у боях за Щастя[20].
- Лідія Захаренко — радянська та російська оперна співачка (сопрано).
- Семен Капара — оперний співак (тенор).
- Лисенко Роман Анатолійович (1985—2023) — старший солдат Збройних сил України, учасник російсько-української війни[21].
- Олекса Марченко — український поет. Лауреат премії ім. Олександра Олеся. Член Національної спілки письменників України. Народився у с. Яловенковому, нині воно у межах Люботина.
- Анатолій Крашаниця (псевдо А. Крижаний) — український письменник і журналіст, член спілки письменників «Плуг».
- Станіслав Шумицький — український поет.
- Олег Голтвянський — громадський та військовий діяч, учасник Євромайдану, виконувач обов'язків командира батальйону «Печерськ».
- Олег Худолій — український вчений, доктор наук з фізичного виховання і спорту, професор, академік Академії наук вищої школи України.
- Павлік Руслан Юрійович (1981—2022) — старший солдат Збройних сил України, учасник російсько-української війни[22].
- Іван Приходько — український інженер, сержант РСЧА. Розробник автобусів у Києві.

### Жили та працювали
- Наталя Забіла — українська письменниця, поетеса.
- Коваленко Тарас Сергійович (1984—2022) — солдат Збройних сил України, учасник російсько-української війни[23].
- Олег Ширяєв — український громадський діяч та військовий, один із засновників руху «Східний корпус», командир роти особливого призначення «Східний корпус». Навчався в Люботинській загальноосвітній школі № 4.

## Галерея

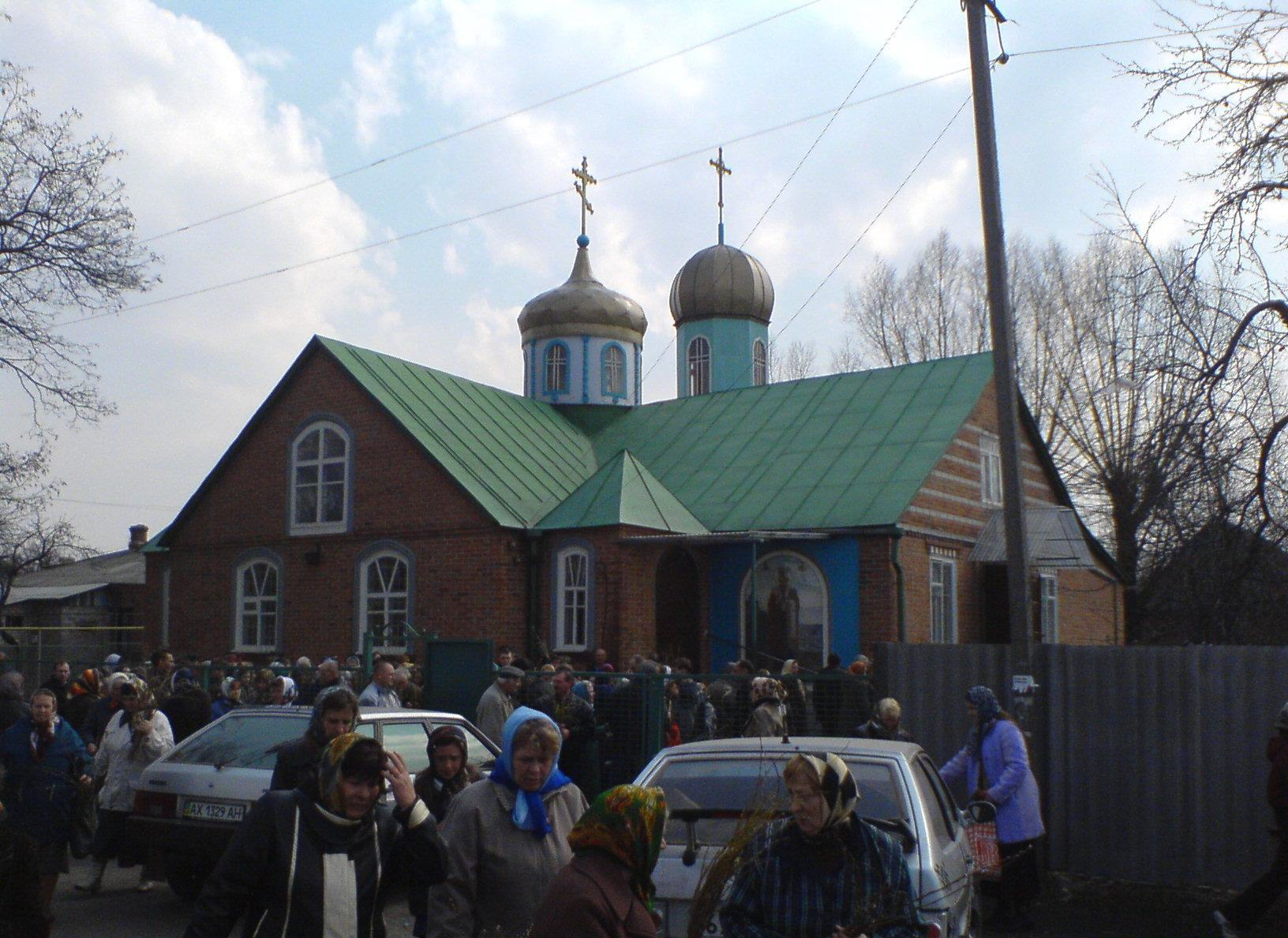
Храм Св. Миколая в Люботині
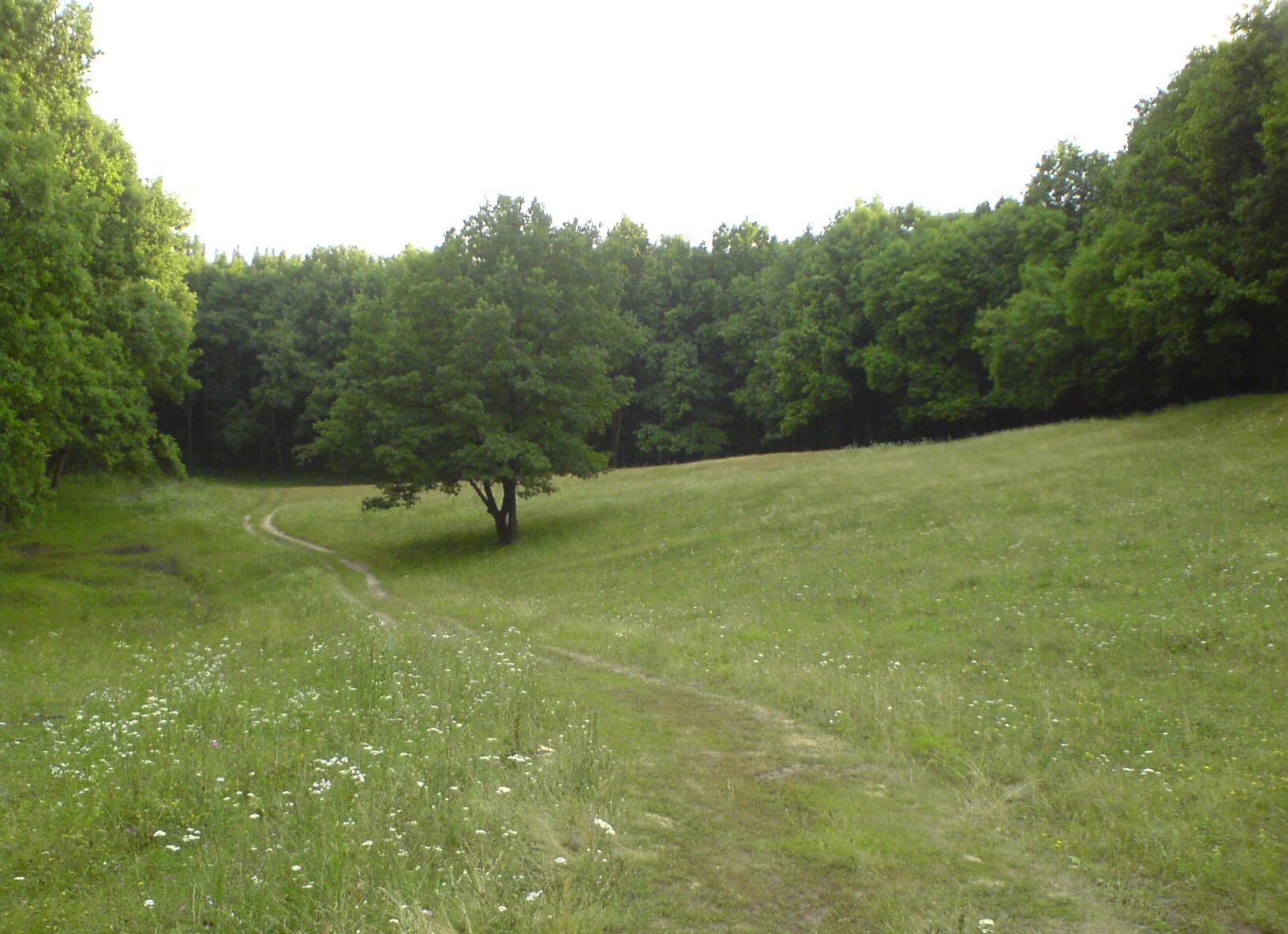
Галявина Партизанка (Заяча галявина) в люботинському лісі
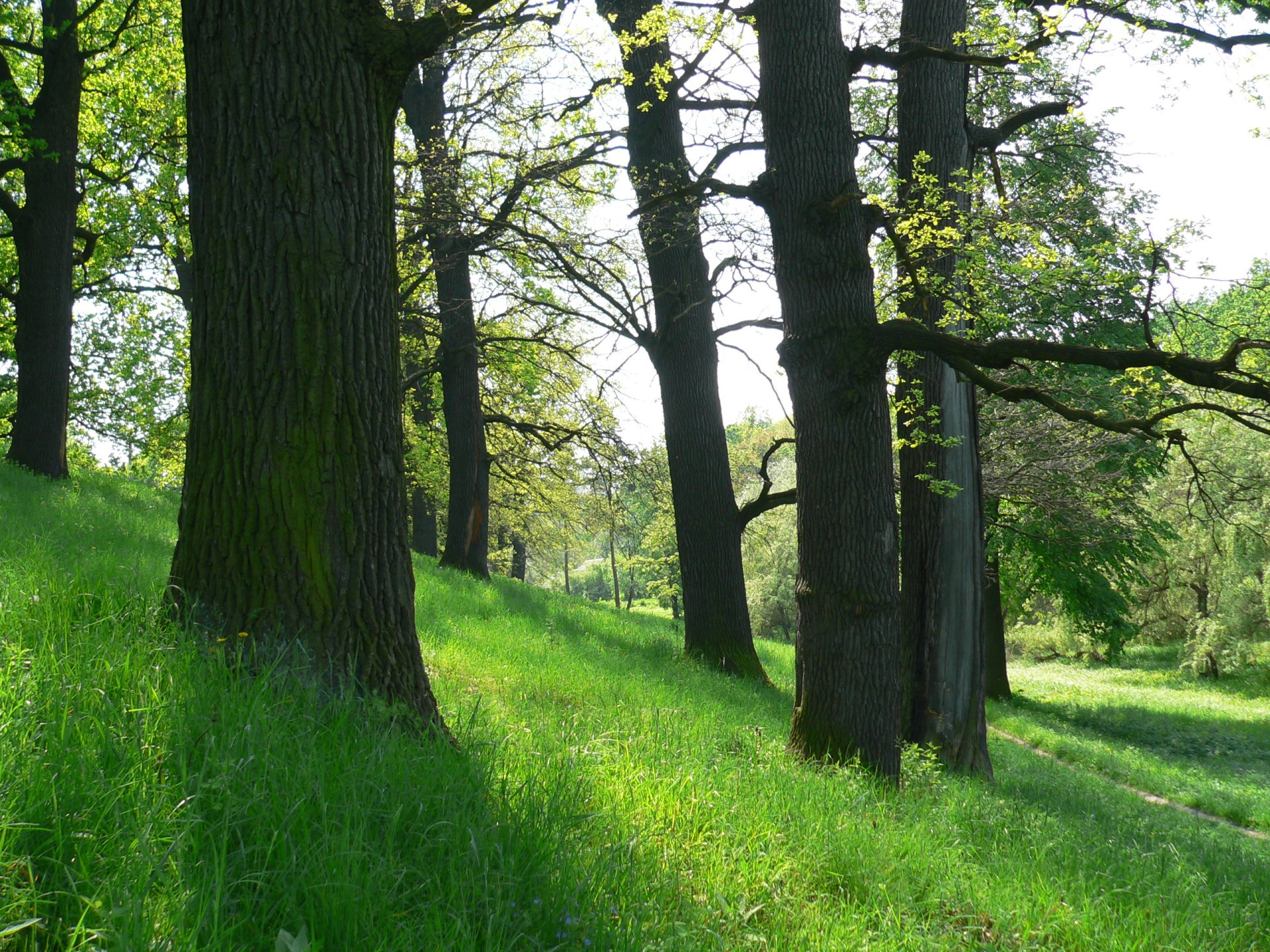
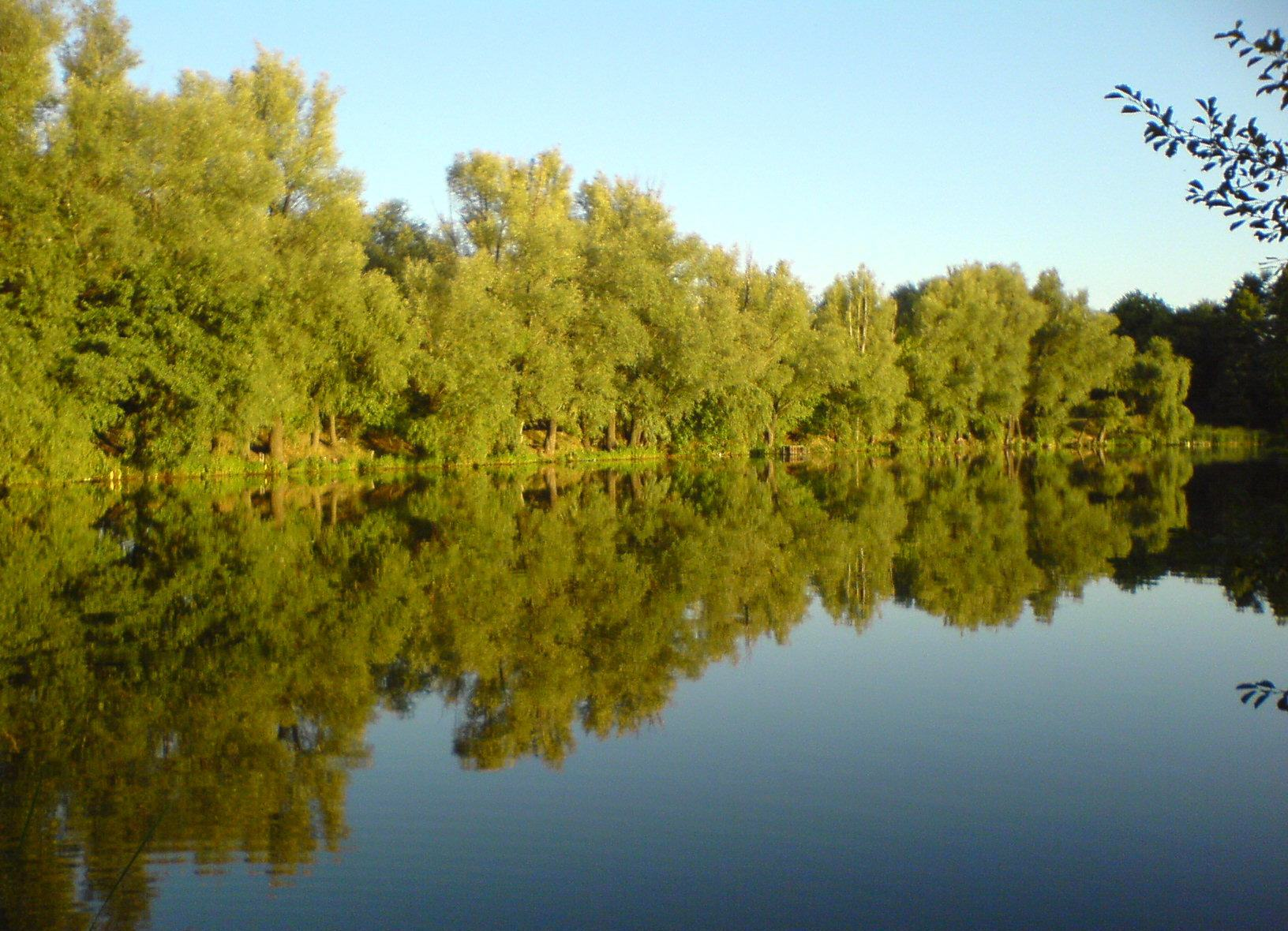
Ставок Перекошка на заході
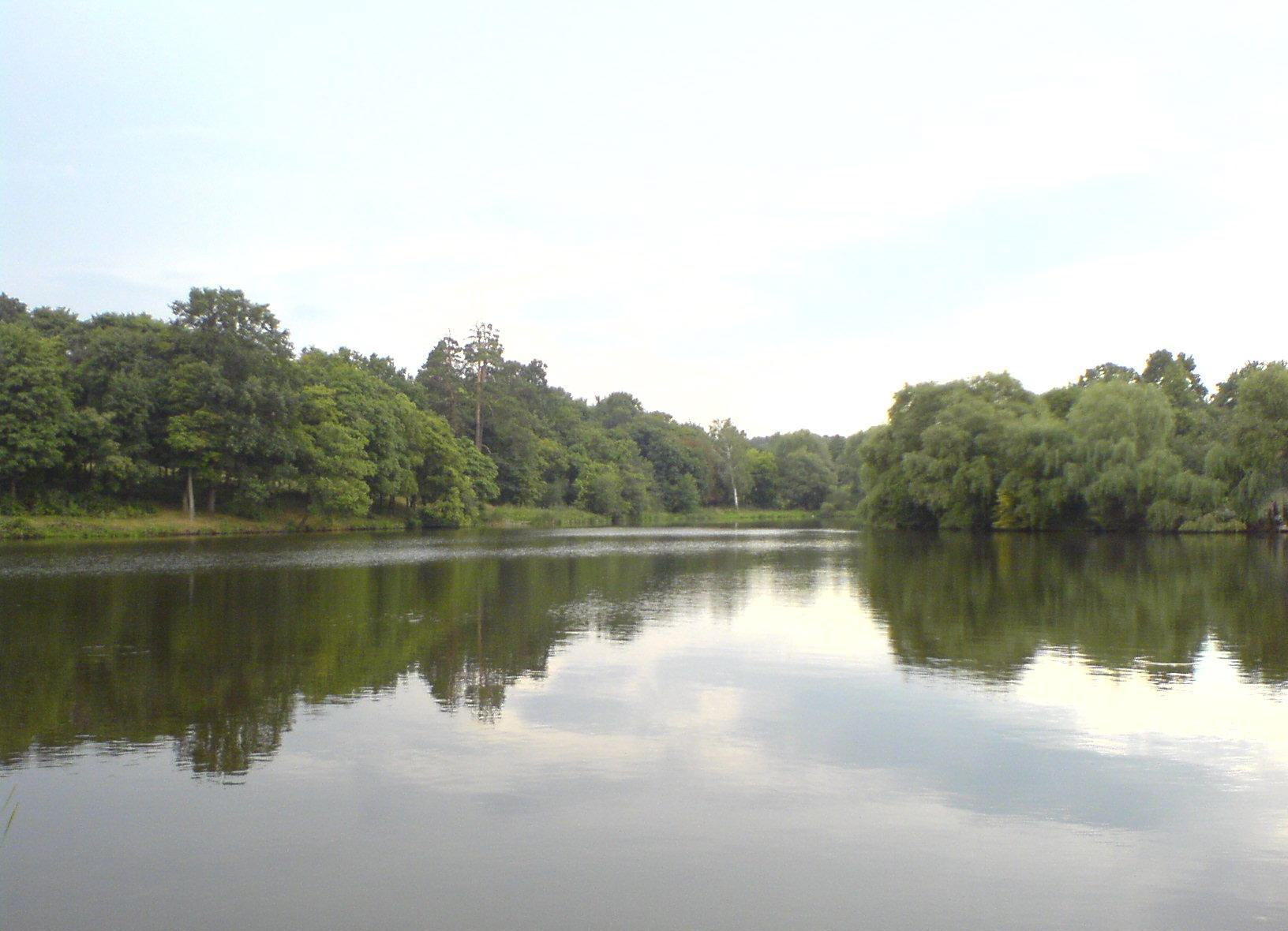
Ставок Перекошка. Вид на дитячий пляж
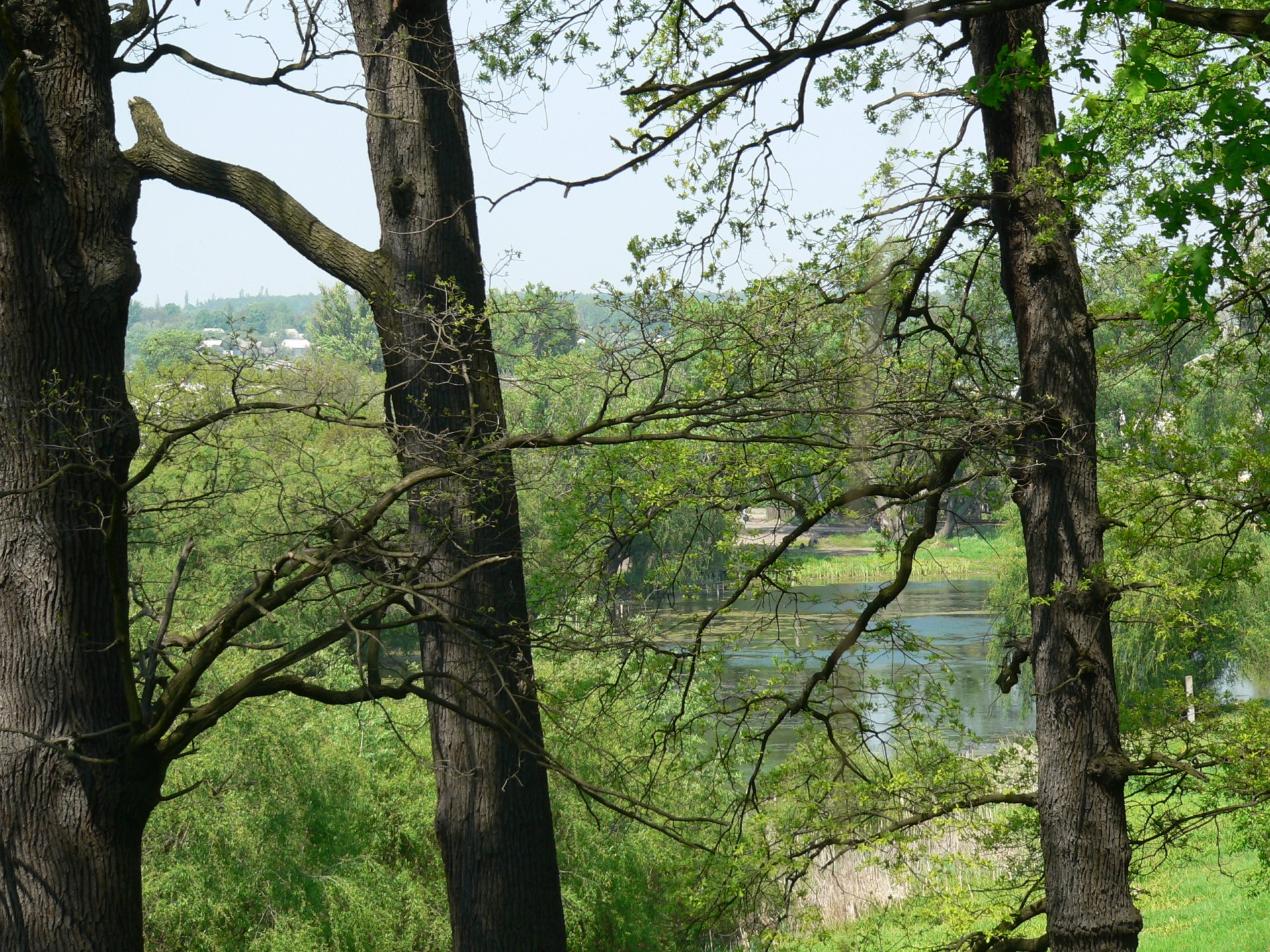
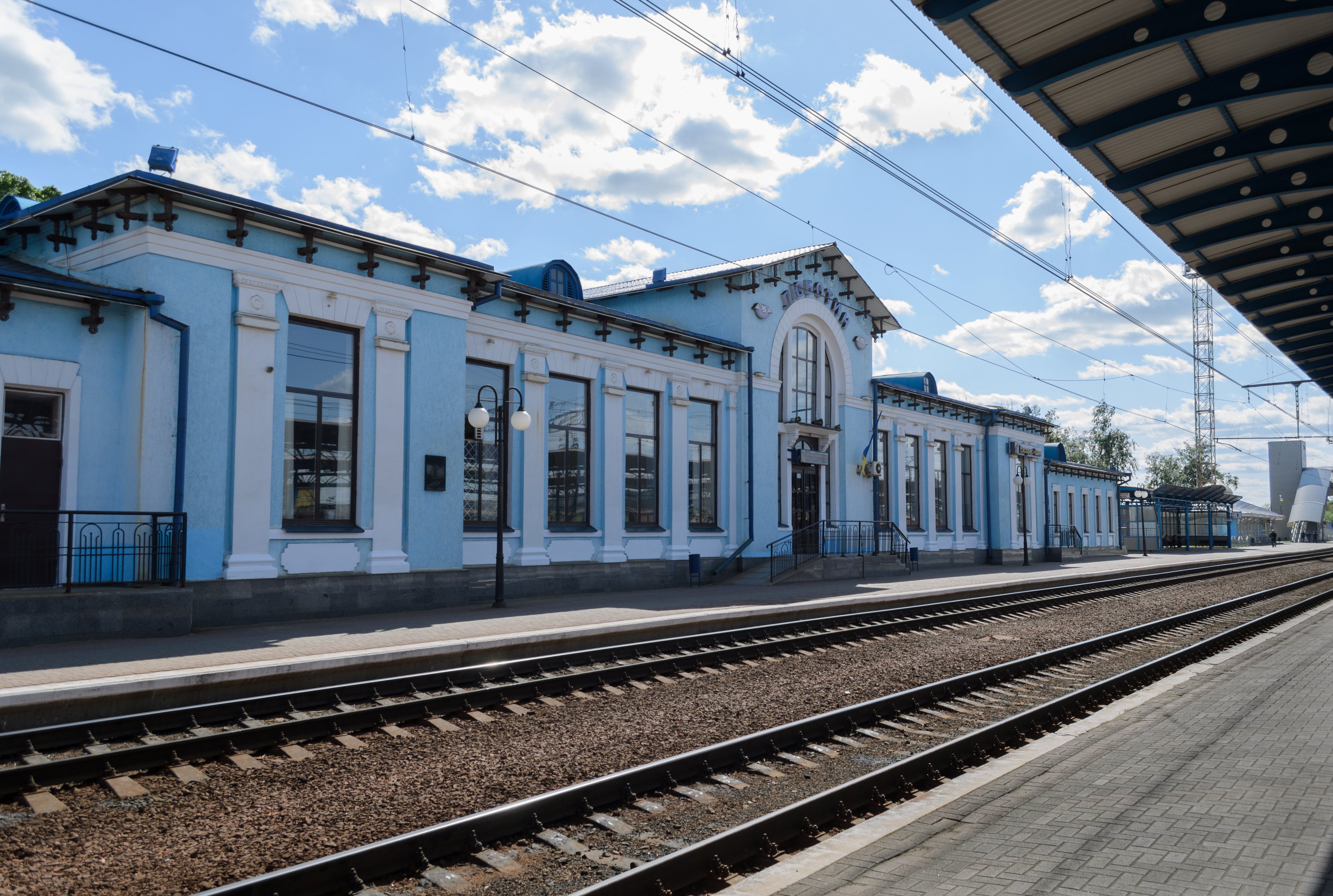
Люботинський залізничний вокзал
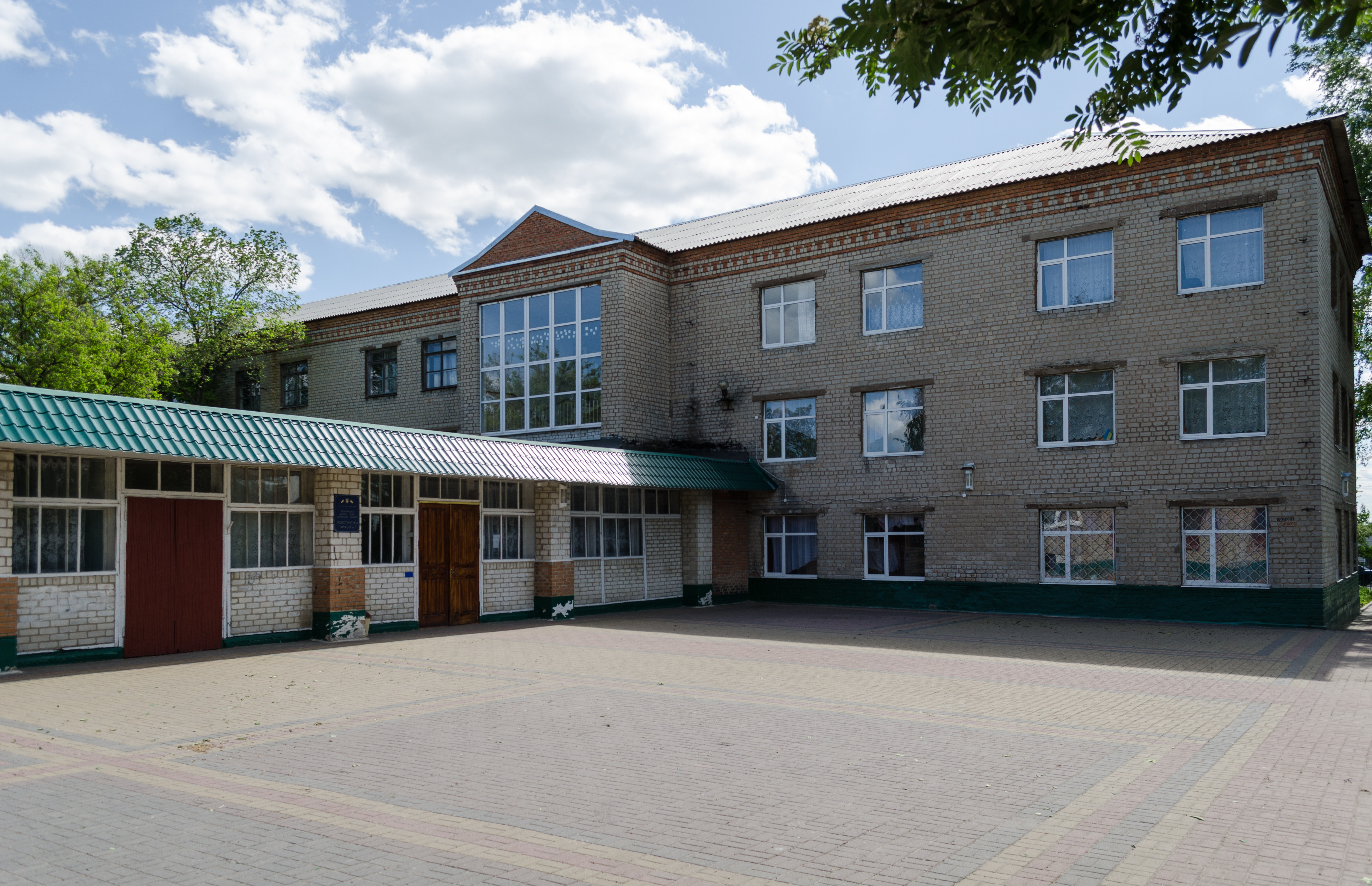
Люботинська гімназія №1
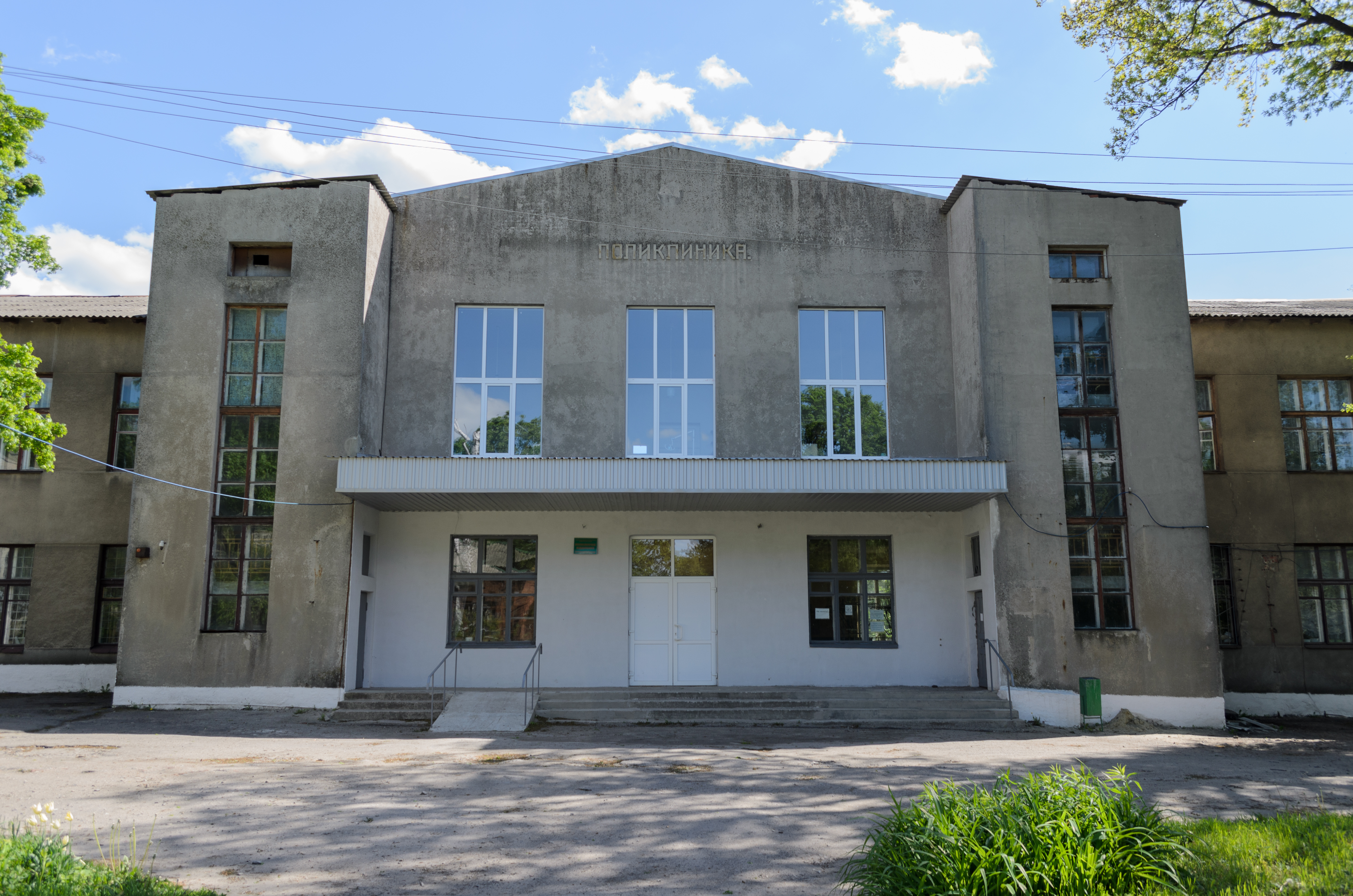
Дільнична лікарня ст. Люботин
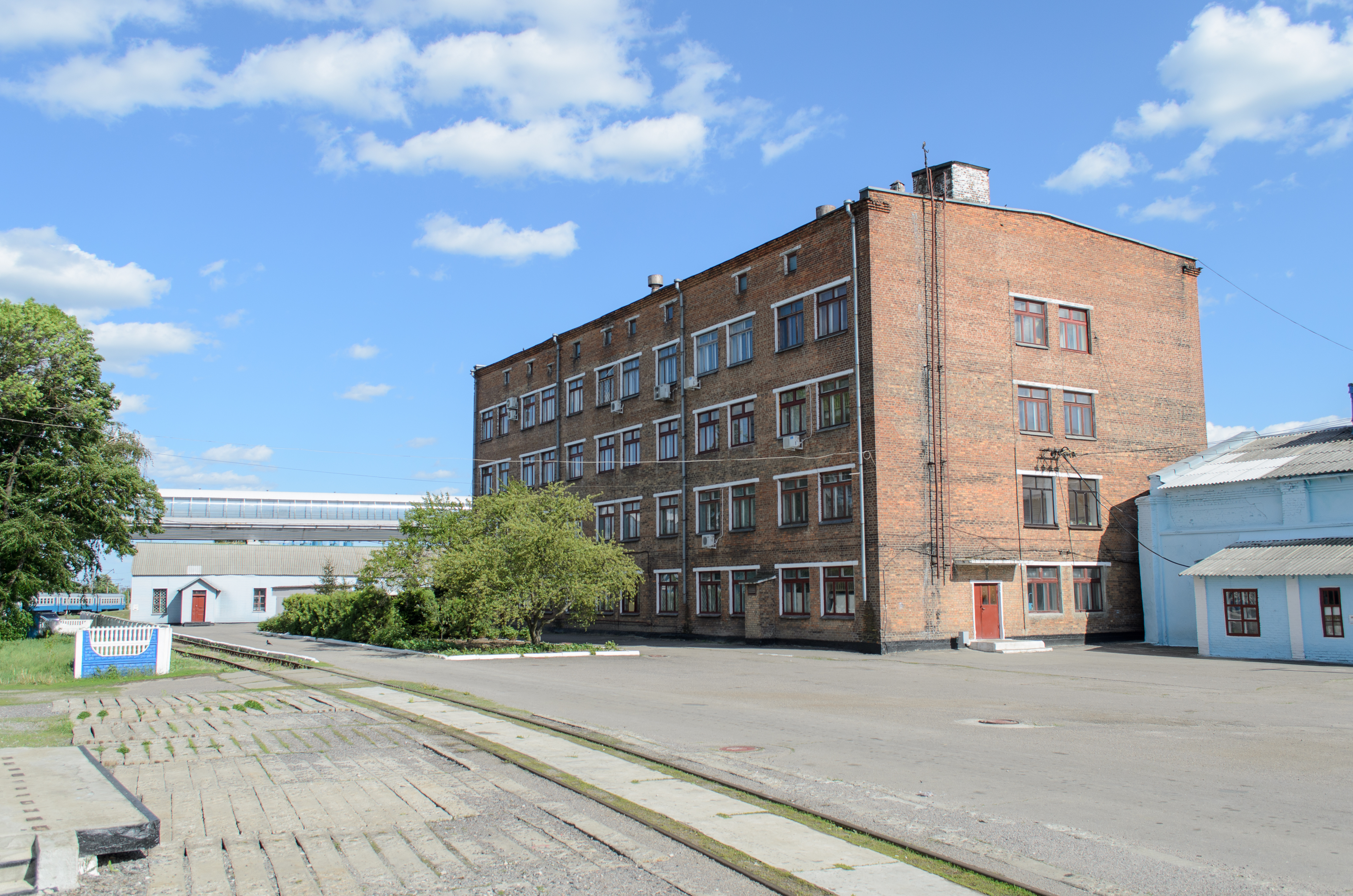
Моторвагонне депо Люботин
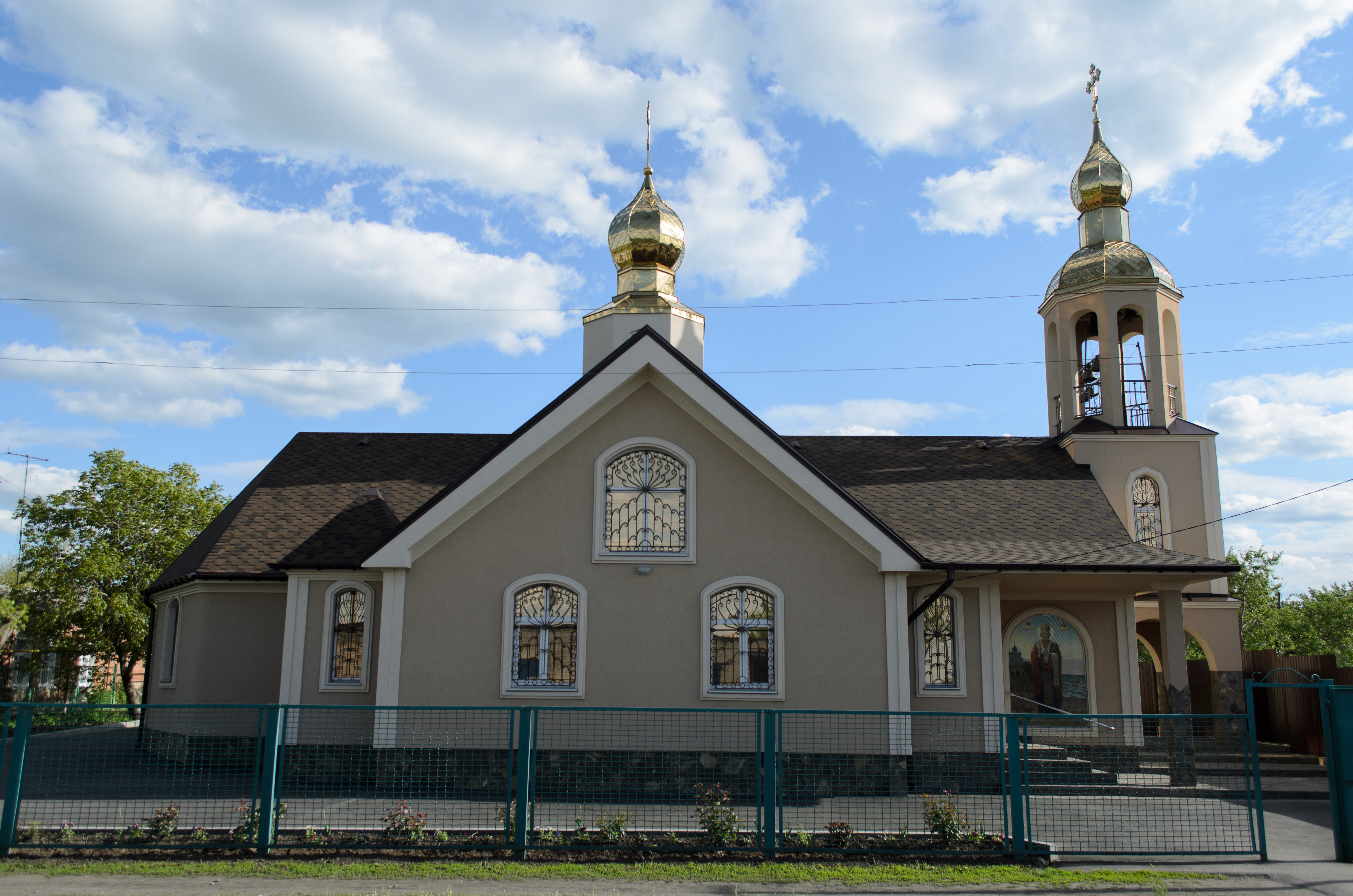
Храм Св. Миколая (після реставрації)
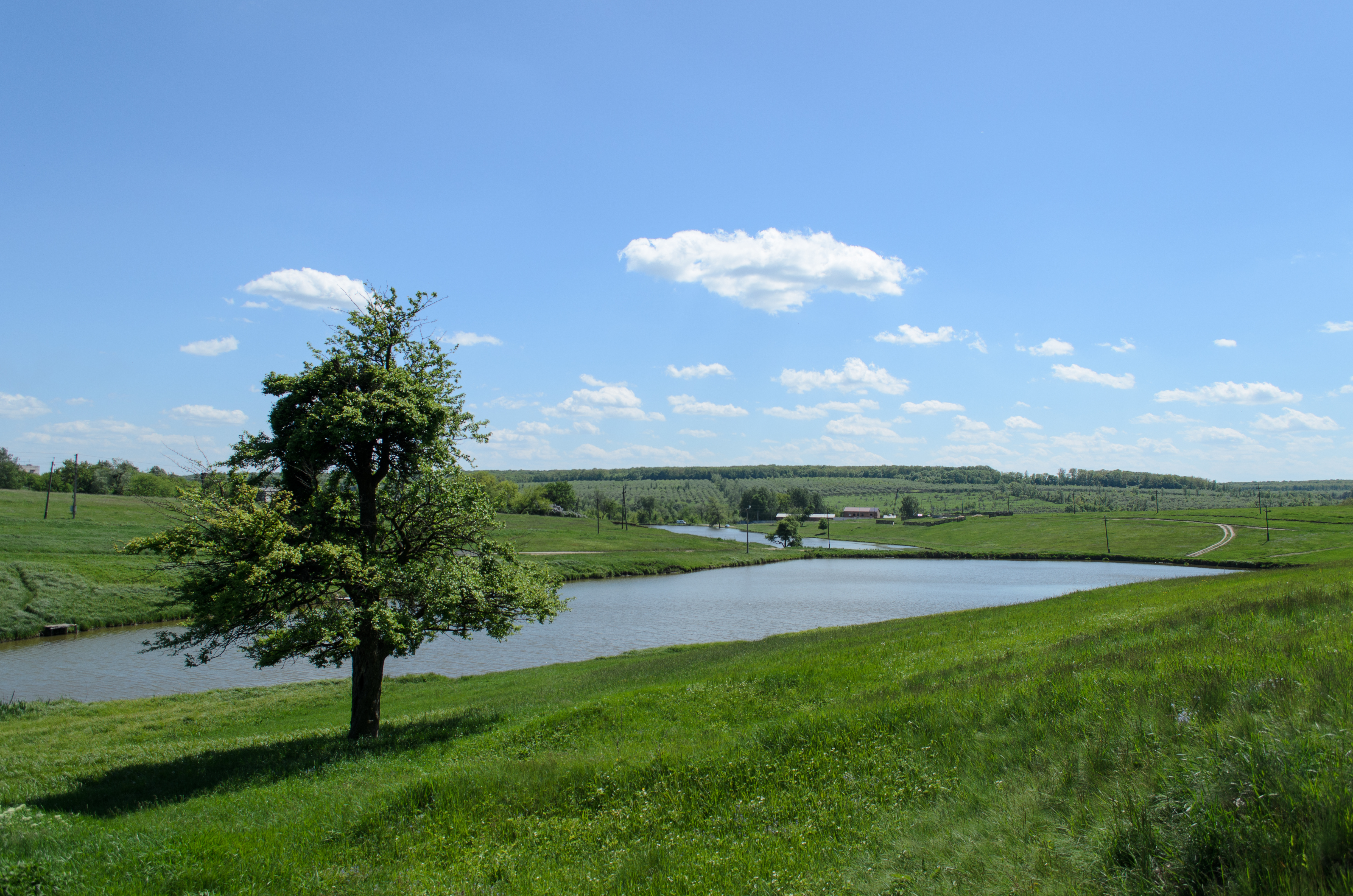
2 Люботинський ставок
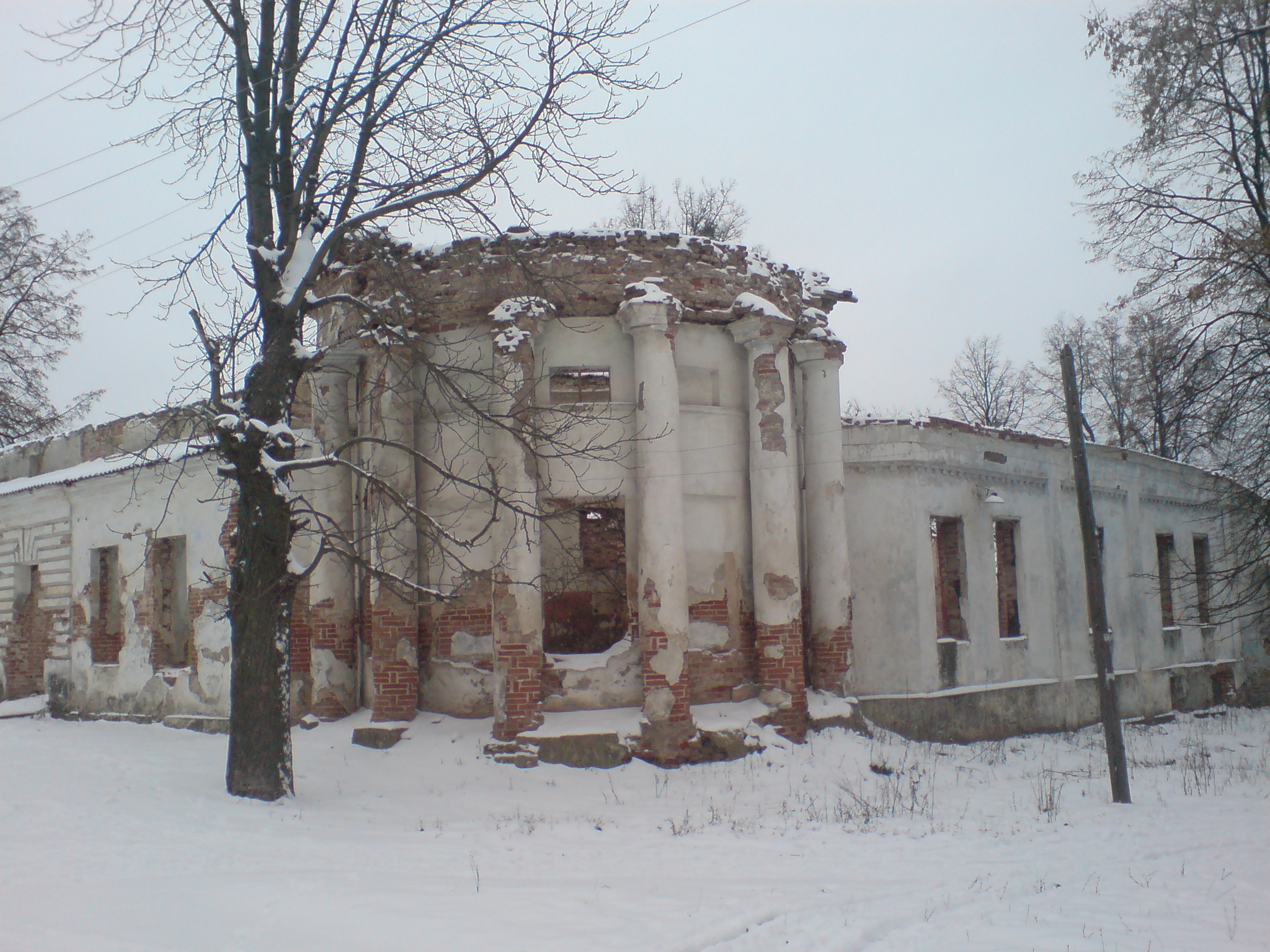
Садиба Святополк-Мирських
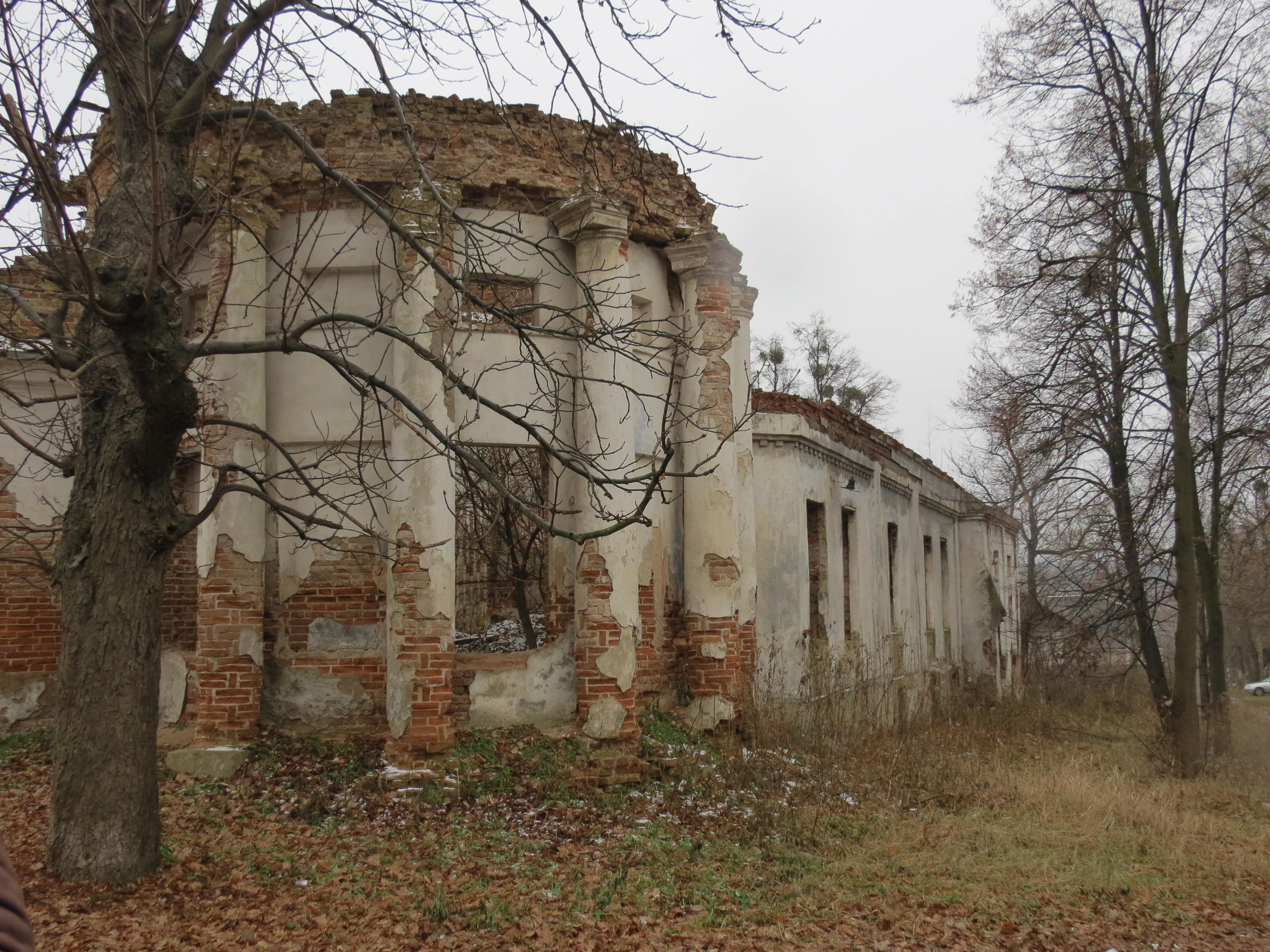
Службовий корпус садиби
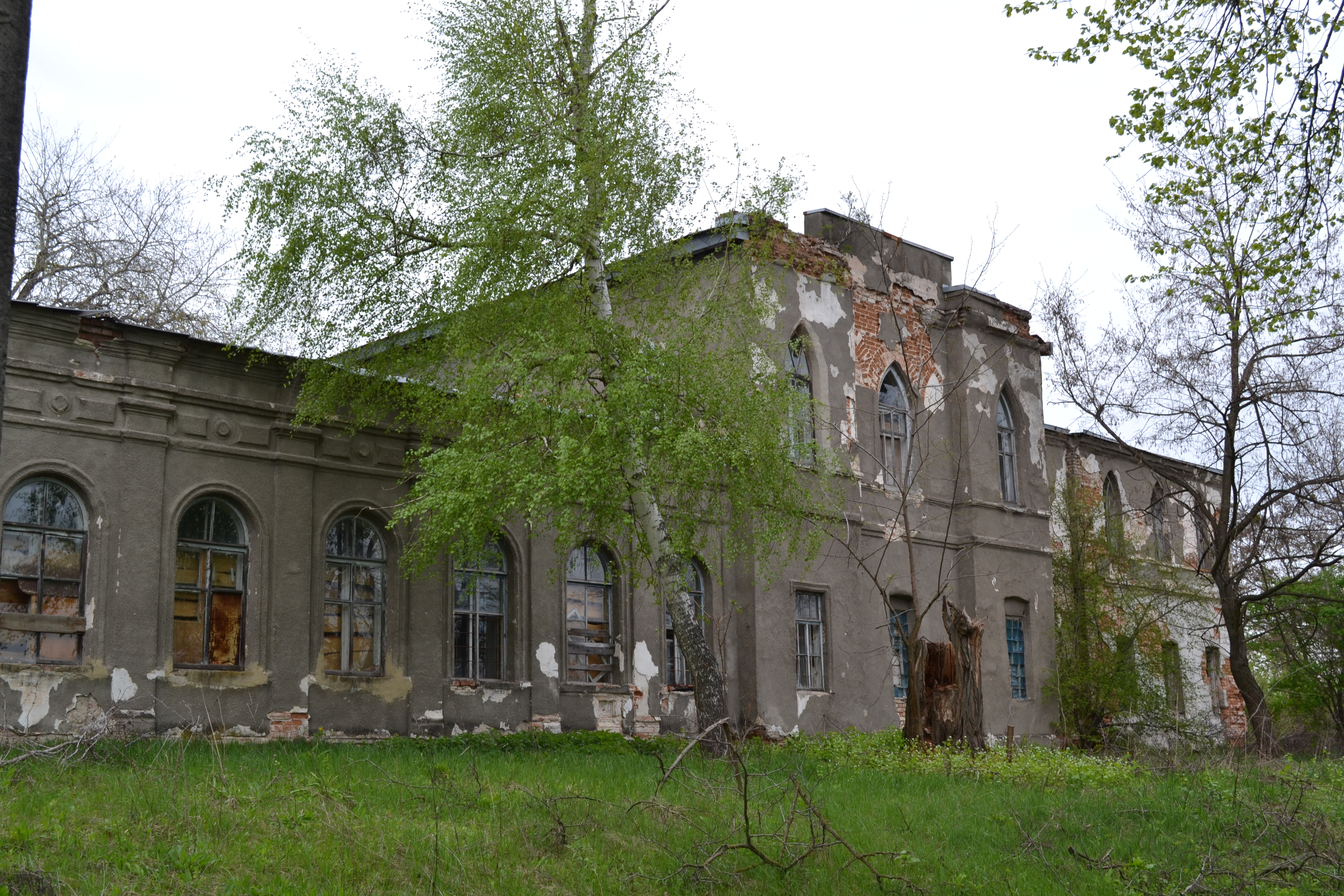
Комплекс споруд заміської садиби
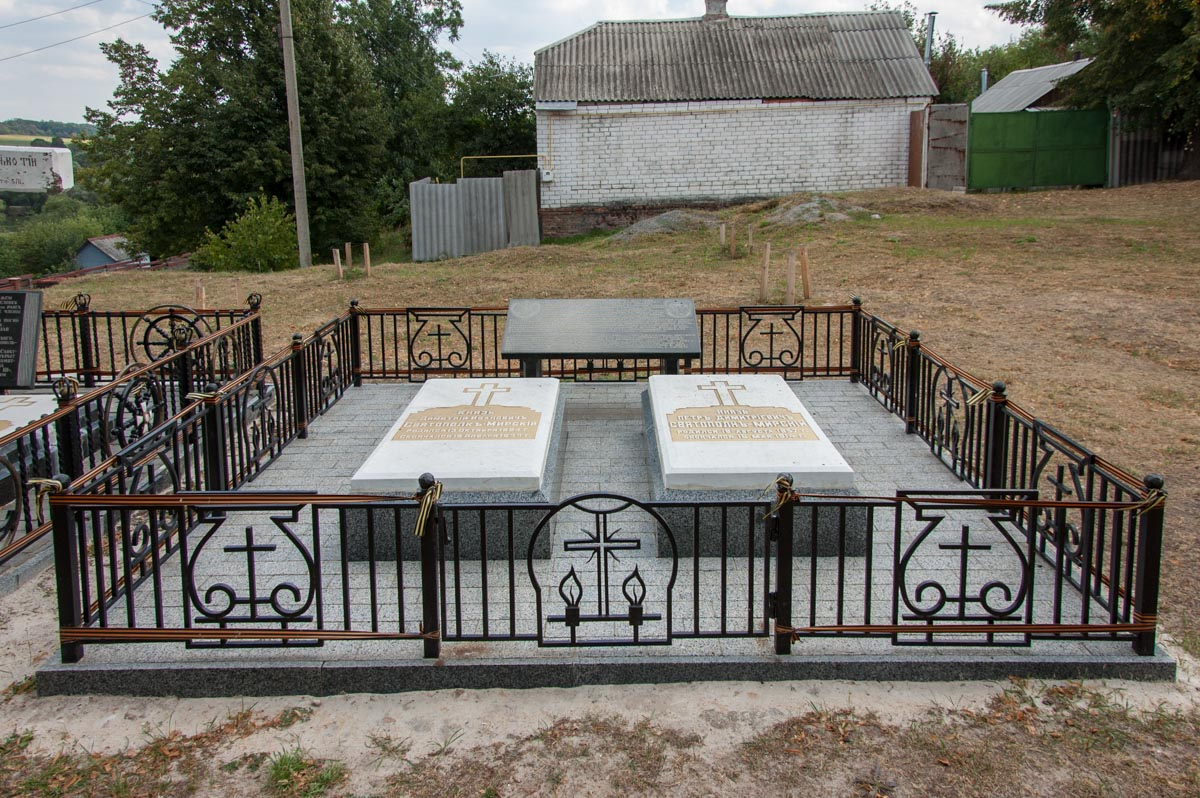
Могили П. Д и Д. И. Святополк-Мирських
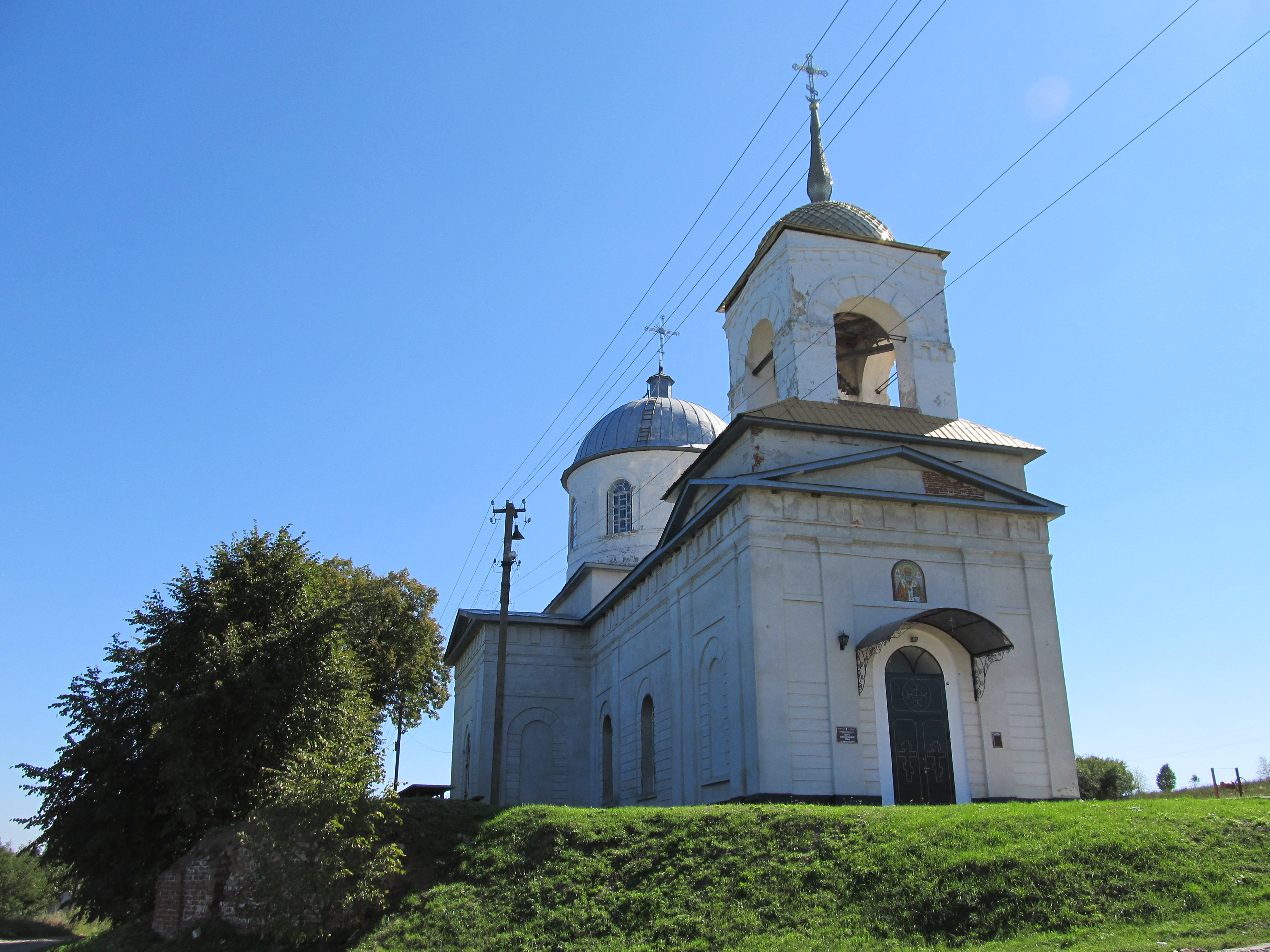
Миколаївська церква заміської садиби
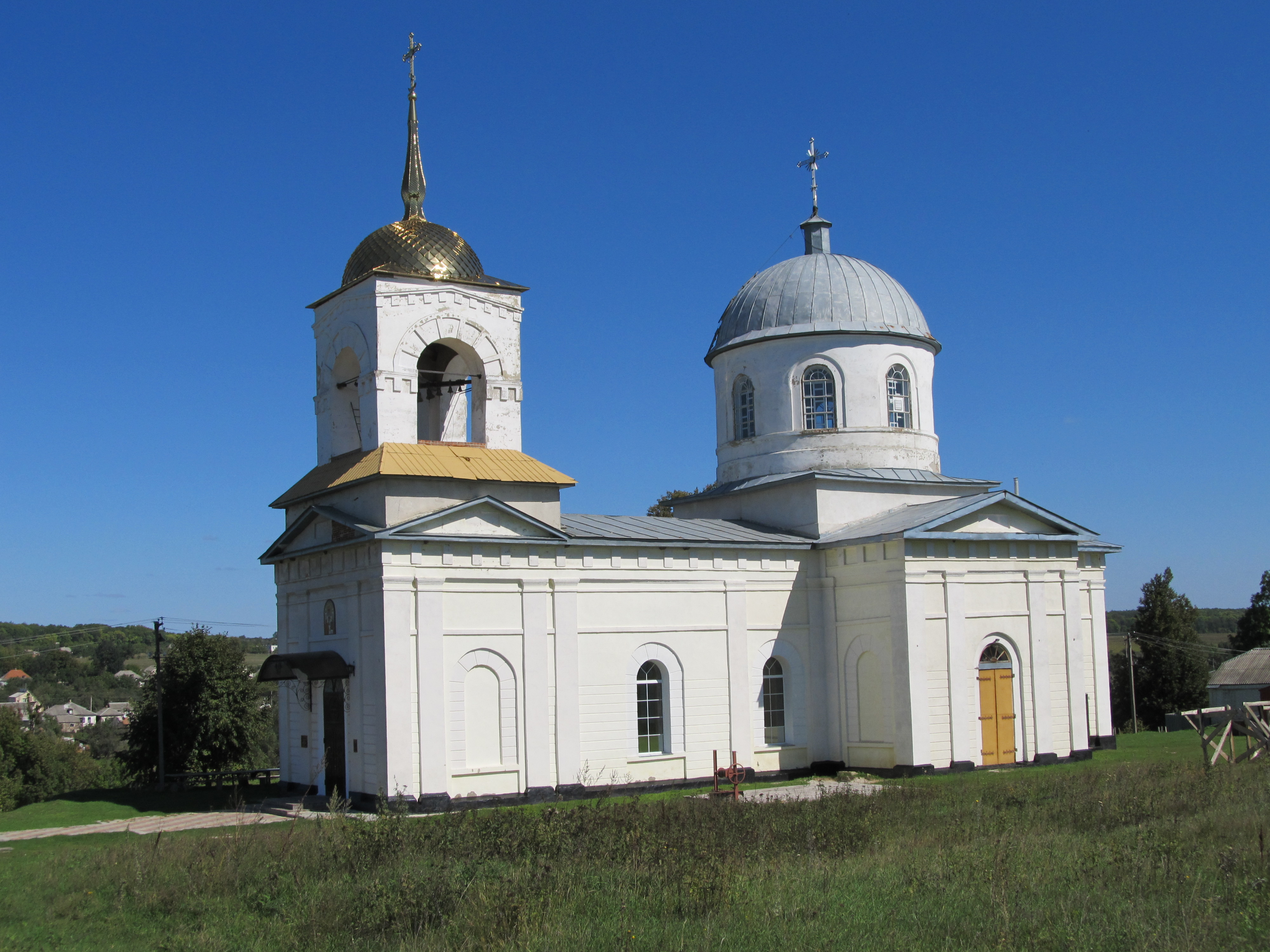
Свято-Миколаївська церква. Вид збоку
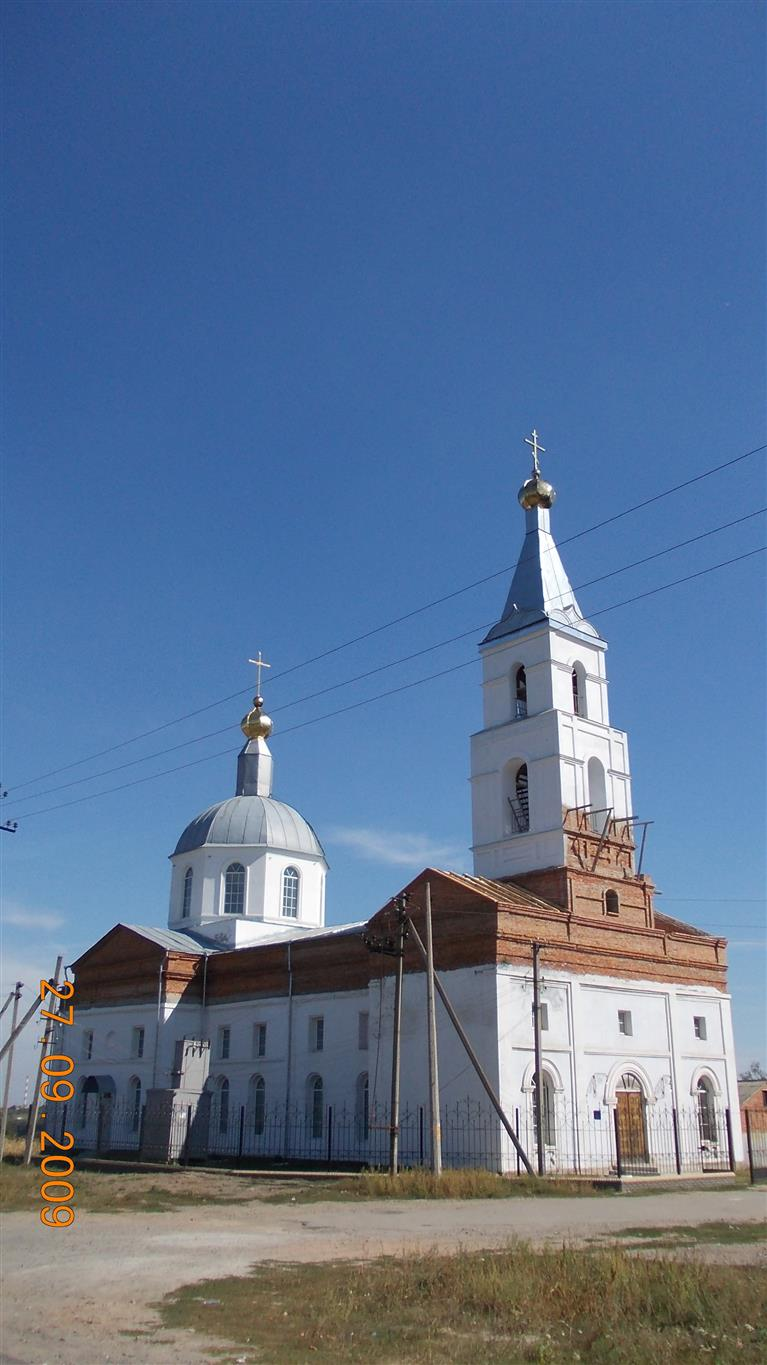
Загальний вид церкви
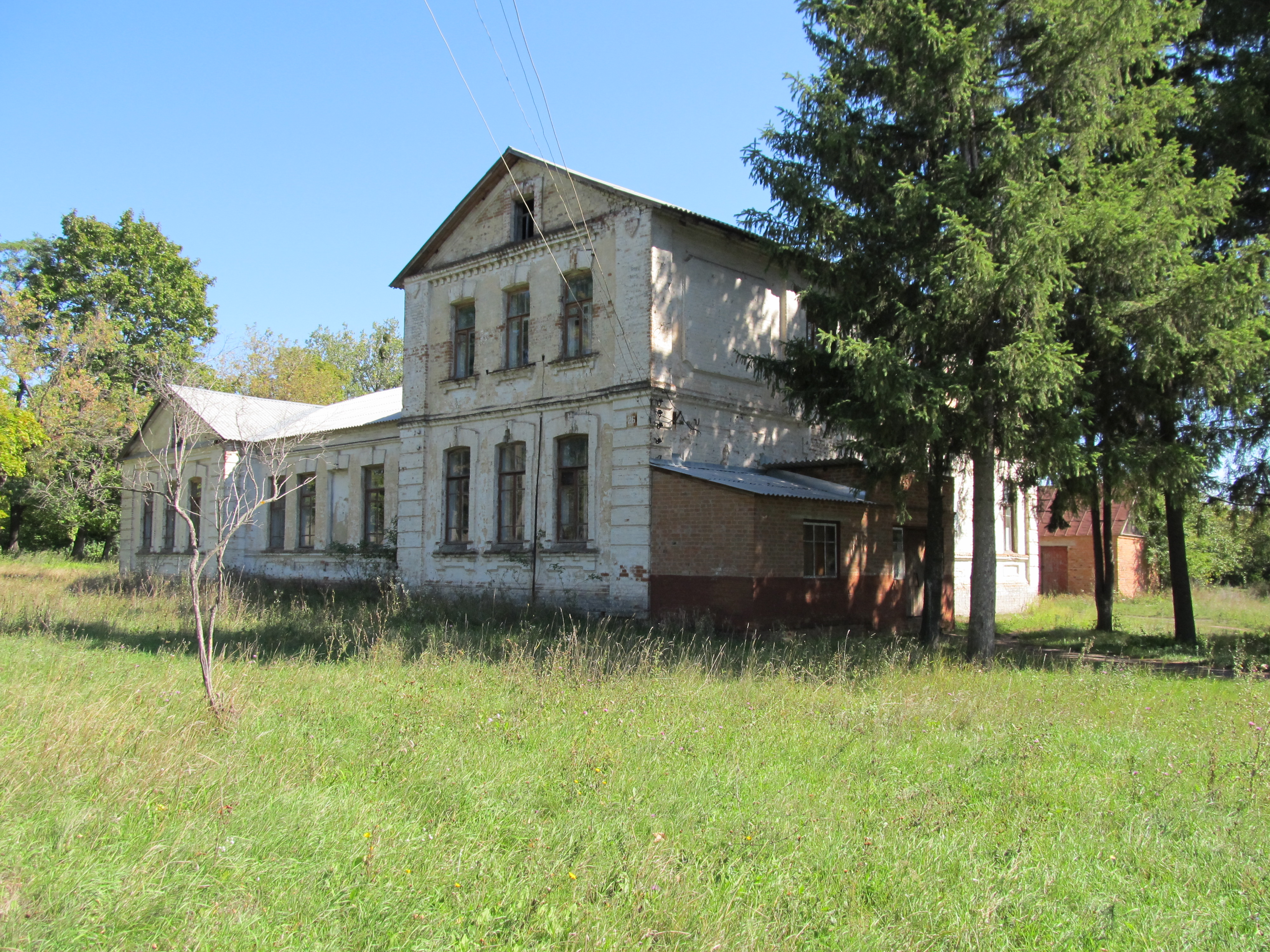
Школа (працювала до 2001 року)